# Marathon van Hamburg 1988
De marathon van Hamburg 1988 werd gelopen op zondag 24 april 1988. Het was de derde editie van deze marathon.
Bij de mannen bleef de Tsjecho-Slowaak Martin Vrabel met een tijd van 2:14.55 de Duitser Udo Reeh slechts één seconde voor. De Duitse Charlotte Teske won bij de vrouwen in 2:30.23.
In totaal finishten 8668 marathonlopers, waarvan 902 vrouwen.

## Uitslagen

### Mannen
| rang   | naam              | land | tijd    |
| ------ | ----------------- | ---- | ------- |
| Goud   | Martin Vrabel     | SVK  | 2:14.55 |
| Zilver | Udo Reeh          | GER  | 2:14.56 |
| Brons  | Kurt Hürst        | SUI  | 2:15.02 |
| 4      | Konrad Dobler     | GER  | 2:15.04 |
| 5      | Justin Gloden     | LUX  | 2:15.27 |
| 6      | Richard Umberg    | SUI  | 2:16.23 |
| 7      | Roland Szymaniak  | GER  | 2:17.08 |
| 8      | Andrzej Kaniak    | POL  | 2:17.10 |
| 9      | Bjorn Sivertsen   | DEN  | 2:17.14 |
| 10     | Takashi Murakami  | JPN  | 2:18.15 |
| 11     | Kazimierz Lasecki | POL  | 2:18.23 |
| 12     | Joachim Heim      | GER  | 2:18.28 |
| 13     | Uwe Hartmann      | GER  | 2:19.36 |
| 14     | Kurt Oestreich    | GER  | 2:19.52 |
| 15     | Manuel Fernandez  | ESP  | 2:19.52 |

### Vrouwen
| rang   | naam                 | land | tijd    |
| ------ | -------------------- | ---- | ------- |
| Goud   | Charlotte Teske      | GER  | 2:30.23 |
| Zilver | Kerstin Pressler     | GER  | 2:30.37 |
| Brons  | Gabriela Wolf        | GER  | 2:31.56 |
| 4      | Daniele Kaber        | LUX  | 2:32.33 |
| 5      | Ursula Starke        | GER  | 2:35.26 |
| 6      | Dagmar Knudsen       | GER  | 2:36.48 |
| 7      | Maija Vuorinen       | FIN  | 2:39.23 |
| 8      | Sigrid Wulsch        | GER  | 2:39.31 |
| 9      | Gizela Molnar        | HUN  | 2:39.40 |
| 10     | Anna-Isabel Holtkamp | GER  | 2:39.51 |
| 11     | Petra Liebertz       | GER  | 2:40.48 |
| 12     | Jutta Karsch         | GER  | 2:40.52 |
| 13     | Ine Valentin         | NED  | 2:41.48 |
| 14     | Inge Röhrnbacher     | GER  | 2:43.49 |
| 15     | Birgit Lennartz      | GER  | 2:44.33 |
| 16     | Monika Bösing        | GER  | 2:45.42 |
| 17     | Silvia Wilhelm       | GER  | 2:47.39 |
| 18     | Ayla Tosun           | GER  | 2:48.14 |
| 19     | Suzanne Bitzer       | GER  | 2:48.21 |
| 20     | Ute Jenke            | GER  | 2:48.53 |
| 21     | Gabriele Wehr        | GER  | 2:48.54 |
| 22     | Sabine Kauf          | GER  | 2:48.57 |
| 23     | Gabriele Ullein      | GER  | 2:49.02 |
| 24     | Marie-Luise Schroder | GER  | 2:49.27 |
| 25     | Doris Grossert       | GER  | 2:50.53 |

1986 · 1987 · 1988 · 1989 · 1990 · 1991 · 1992 · 1993 · 1994 · 1995 · 1996 · 1997 · 1998 · 1999 · 2000 · 2001 · 2002 · 2003 · 2004 · 2005 · 2006 · 2007 · 2008 · 2009 · 2010 · 2011 · 2012 · 2013 · 2014 · 2015 · 2016 · 2017